# Spodotaenia
Spodotaenia – rodzaj chrząszczy z rodziny kózkowatych i podrodziny zgrzypikowych.

## Zasięg występowania
Przedstawiciele tego rodzaju występują w Afryce Wschodniej.

## Systematyka
Do Spodotaenia należą 3 gatunki:
- Spodotaenia basicornis
- Spodotaenia tanzanicola
- Spodotaenia werneri